# Haïti Progrès
Haïti Progrès é um jornal de periodicidade semanal fundado em 1983, publicado em Nova Iorque e que divulga notícias referentes ao Haiti. Com sede em Porto Príncipe, sua principal edição é em francês, embora também publique em inglês, espanhol e em crioulo haitiano. É distribuído principalmente em Nova Iorque, Porto Príncipe e Quebeque.